# Anomis colligata
Anomis colligata là một loài bướm đêm trong họ Erebidae.